# Anders Arborelius
Lars Anders Arborelius (Sorengo, Ticino kanton, 1949. szeptember 24. –) svéd sarutlan karmelita szerzetes, katolikus pap, 1998 óta stockholmi püspök. Ferenc pápa 2017. június 28-án bíborossá kreálta, elsőként Svédországból és Skandináviából.

## A kezdetek, felszentelése
Svájcban svéd szülők gyermekeként született, a Skåne tartománybeli Lundban nőtt fel. Evangélikusként keresztelték és nevelkedett, mindig is nagy érdeklődést mutatott a szemlélődő élet iránt: „Mindig is vágytam az imádságra és a csendes életre.” Másfél éves folyamat után megállapította: „Az igazságot a katolikus hit által kaptam”, és 20 éves korában áttért a katolikus hitre.
Megtérése után először egyházmegyés pap szeretett volna lenni, de Lisieux-i Szent Teréz önéletrajzának (Egy lélek története) elolvasása után a sarutlan kármeliták tagja akart lenni. 1971-ben, két évvel azután, hogy katolizált, belépett a kármelita rendbe a dél-svédországi Rydebäck város közelében található Norraby kolostorba. 1977-ben Arborelius örökfogadalmat tett Brugge-ban, Belgiumban, ahol ezután filozófia és teológia szakon szerzett diplomát. Emellett modern nyelveket tanult a Lundi Egyetemen. Miután a római Teresianum Pápai Hittudományi Karon megszerezte doktori fokozatát, 1979. szeptember 8-án Malmőben pappá szentelték.

## Püspök
II. János Pál pápa 1998. november 17-én Arboreliust a Stockholmi egyházmegye püspökévé nevezte ki. 1998. december 29-én Hubertus Brandenburg nyugalmazott stockholmi püspök szentelte fel a stockholmi Szent Erik-székesegyházban Leonard William Kenney és Alfons Nossol püspökök segédletével. Amikor Brandenburg püspököt követte Stockholm püspökeként – az egyetlen katolikus egyházmegye Svédországban, amely az egész országot magában foglalja – ő lett az első etnikailag svéd katolikus püspök a protestáns reformáció óta. A reformáció óta a legtöbb katolikus Svédországban, különösen a papság körében, bevándorlók vagy bevándorló származásúak voltak egész Európából (de különösen Kelet-Európából) és a Közel-Keletről, valamint a különböző katolikus rítusú arabok és örmények. Emellett vannak különböző háttérrel rendelkező konvertiták, köztük néhány protestáns lelkész, akik az egyházmegye katolikus közösségének részévé váltak.
2005-től 2015-ig a Skandináv Püspöki Konferencia elnöke volt, azt követően 2015-től 2024-ig az elnökhelyettesi tisztséget töltötte be.

## Bíboros
2017. május 21-én Ferenc pápa bejelentette, hogy Arboreliust bíborossá teszi, az első svéd állampolgár, aki valaha is betöltötte ezt a pozíciót; beleértve Svédország 500 éves katolikus történelmét a svéd reformáció előtt. Arborelius 2017. június 28-án lett bíboros, címtemplomául a Santa Maria degli Angeli templomot jelölték ki. Azt mondta, hogy szerinte Ferenc pápa elismeri Svédország szerepét a bevándorlók befogadásában és a felekezetek közötti párbeszéd előmozdításában.
A Fokus svéd hírmagazin 2017-ben az svédjének választotta. A lap szerint 1998 óta „része a svéd közbeszédnek”, „félelem nélküli hozzáállást” hozott a „világi és egyébként lutheránus” társadalomba, és „alapvető szerepet játszik az őshonos svédek és a bevándorló svédek közelítésében.”
Ferenc pápa 2017. december 23-án a Keresztény Egységtörekvés Pápai Tanácsa tagjává tette. A pápa 2019. július 13-án a Kléruskongregáció, 2019. augusztus 6-án a Keleti Egyházak Kongregációja, 2020. augusztus 6-án a Gazdasági Titkárság, 2022. július 13-án pedig a Püspöki Dikasztérium tagjává nevezte ki.

## Címer
|                   | Jelmondat: IN LAUDEM GLORIAE Dicsőség dicséretében |
| Korábbi változat: |                                                    |